# 孔达杜
孔达杜是巴西帕拉伊巴州的一个市镇。总面积280.913平方公里，总人口5827人，人口密度20.7人/平方公里。